# Pomník Marie Terezie (Praha)
Pomník Marie Terezie je socha rakouské arcivévodkyně a české královny Marie Terezie (1740–1780) od sochaře Jana Kováříka. Od října 2020 stojí v parku Marie Terezie na Hradčanech v Praze.

## Historické pozadí
V roce 2017 si středoevropské země (Rakousko, Maďarsko, Slovensko, Česko) připomněly 300 let od narození Marie Terezie. Vzhledem k rekonstrukci zeleně na místě staveniště tunelového komplexu Blanka byl v roce 2017 tento prostor přeměněn na park a pojmenován – i v návaznosti na sousedství s barokním opevněním – po jediné ženě vládnoucí na českém trůně Marii Terezii (českou královnou byla v letech 1740–1780). Vedení městské části Praha 6 v čele se starostou Ondřejem Kolářem se v roce 2017 rozhodlo, že v parku bude stát její pomník.

## Vznik a podoba pomníku
Soutěž na pomník vyhlásila Praha 6 už v roce 2013, autory vítězného návrhu jsou sochař Jan Kovářík a architekt Jan Proksa. Základní kámen byl odhalen v roce 2017, u příležitosti 300 let od narození Marie Terezie. Pět a půl metru vysoká socha byla odlita z umělého kamene a odhalena 20. října 2020, v den výročí jejího nástupu na český trůn (20. října 1740).
Pražská socha znázorňuje pouze siluetu slavné české panovnice bez jediné ozdoby a výrazně se liší například od bronzového pomníku Marie Terezie ve Vídni z roku 1888.
Zakázka na sochu Marie Terezie, kterou si objednala Praha 6, vyšla na téměř čtyři miliony korun.

## Kritika výstavby pomníku
Radnice čelila kritice z řad odborné i laické veřejnosti. Byl kritizován vzhled pomníku i výběr osobnosti. Autoři petice proti výstavbě pomníku v textu petice uvedli, že Marie Terezie „Zrušila Českou dvorskou kancelář, vládla zaostalé říši, stále praktikující mučení, usmrcování evangelíků i útisk poddaných. Vyháněla statisíce lidí do dynastických válek.“